# Брусило, Игорь Николаевич
Игорь Николаевич Бруси́ло (род. 1980) — украинский дипломат, заместитель Руководителя Офиса Президента Украины с 17 марта 2021 года.  

## Биография
Родился в 1980 году.  
Окончил с отличием Киевский национальный университет имени Тараса Шевченко по специальности «Перевод» и Украинскую академию внешней торговли по специальности «Международное право».  
С 2002 по 2005 год работал в администрации Президента Украины.  
С 2005 по 2007 год — в аппарате Верховной Рады Украины.  
В 2007–2011 годах — на дипломатической службе в Посольстве Украины в Италии.  
С 2011 по 2012 год — сотрудник аппарата Верховной Рады Украины.  
С 2012 по 2021 год — главный консультант, заведующий отделом, заместитель руководителя Департамента, первый заместитель руководителя службы, руководитель службы государственного Протокола и Церемониала офиса Президента Украины.  
Указом Президента Украины от 17 марта 2021 года назначен заместителем руководителя офиса Президента Украины.  

## Дипломатический ранг
- Чрезвычайный и Полномочный Посол Украины (22.12.2021)[4].

## Семья
Женат. Супруга — Брусило Ирина Валерьевна. Дочь — Брусило Дарина Игоревна. 